# Alfred Wahlen
Alfred Wahlen (* 15. November 1958) ist ein deutscher Fußballspieler.
Der im rheinland-pfälzischen Farschweiler aufgewachsene 1,86 m große Torwart absolvierte 226 Spiele in der 2. Fußball-Bundesliga und schoss dabei ein Tor. Er war bekannt dafür, sich in den letzten Spielminuten als Stürmer zu betätigen, wo er insbesondere seine Kopfballstärke ausspielte.

## Stationen
- 1979–1982 Eintracht Trier
- 1982–1987 FSV Salmrohr
- 1987–1993 1. FC Saarbrücken